# Eremomela flavicrissalis
Eremomela-somali ou eremomela-de-crisso-amarelo (Eremomela flavicrissalis) é uma espécie de ave da família Cisticolidae.
Pode ser encontrada nos seguintes países: Etiópia, Quénia, Somália, Tanzânia e Uganda.
Os seus habitats naturais são: savanas áridas.